# Decepticon

Soundwave, Megatron e Starscream nel film Transformers 3

I Decepticon (dall'inglese deception, inganno) sono una delle fazioni principali dei personaggi immaginari dei Transformers, una linea di giocattoli, fumetti e cartoni animati, nonché pellicole cinematografiche. 
Nelle versioni italiane dei primi giocattoli e della prima serie animata Transformers (G1), venivano chiamati Distructor. Sono gli "antagonisti", nonché nemici giurati degli Autobot, originari del pianeta Cybertron. Hanno aspetto e storie diverse a seconda delle serie, ma il loro leader è quasi sempre Megatron. Il loro simbolo è un volto robotico maligno di colore viola o grigio metallico.

## Caratteristiche

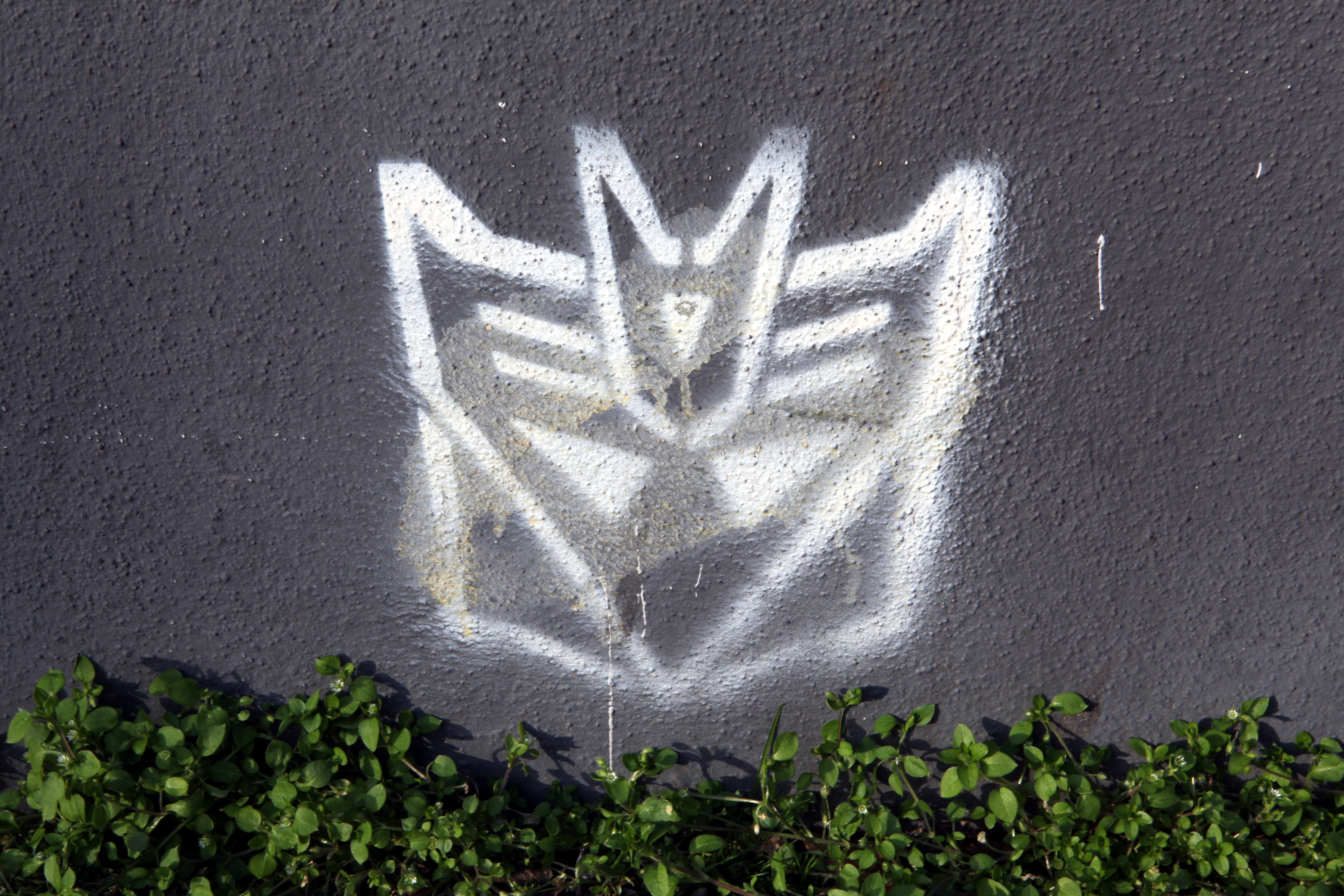
Logo decepticon in un murale

In qualsiasi versione, i Decepticon vengono sempre rappresentati come un'organizzazione violenta, dedita a spadroneggiare sul più debole, e pronti a ribellarsi al leader del momento, esclusivamente per assecondare il loro egoismo. In alcuni cartoni, a partire dall'episodio Robots in Disguise, il loro carattere è meno violento ed in certi casi persino pigro e comico; appaiono solo più propensi a saccheggiare la Terra delle sue risorse, piuttosto di instaurare rapporti con gli uomini o con altre forme di vita.

## Trasformazioni
Per indicare la loro indole aggressiva, molti di loro, soprattutto i Combacticon, assumono l'aspetto di mezzi militari, come aerei e carri armati, ma anche di animali feroci o mezzi edili, come in particolare i Constructicon.

## Transformers (serie animata)
Nella serie animata originale, i Decepticon vennero creati dai Quintessenziali, robot militari da impiegare soprattutto nel combattimento, mentre gli Autobot vennero creati, sempre dallo stesso popolo alieno, come forza lavoro ma per scopi pacifici. A seguito della ribellione che spinse i Quintessenziali a lasciare il pianeta Cybertron, i Distructor, soprannome scelto da loro stessi, iniziarono una guerra civile. Gli Autobot, non potendo sperare di sovrastare la superiore potenza di fuoco dei Distructor, usarono la tattica del camuffamento, sviluppando l'arte della trasformazione, modificando i loro corpi in modo da fargli assumere altre forme. Con l'aggiunta di ulteriore potenza di fuoco, gli Autobot vinsero il conflitto, dando così iniziò un periodo di pace, conosciuto come l'Epoca d'oro di Cybertron, dove l'energia era abbondante, ed il pianeta fiorente e splendente di una tonalità dorata. Lavorando in segreto, anche i Distructor svilupparono la tecnologia della trasformazione, modificando inoltre i loro corpi per poter volare anche in forma robotica. Sotto il comando del primo di questa nuova razza, Megatron, attaccarono le città vicine alla capitale, uccidendo l'allora capo in carica degli Autobot, dando così inizio ad una nuova guerra civile. In seguito il loro capo, ed alcuni suoi guerrieri viaggeranno fino alla Terra per continuare la guerra sul nostro pianeta. I leader dei Distructor sono, in questa serie animata, Megatron, Starscream  e Galvatron.

## Transformer - The Headmasters
Nella serie Headmasters, i Distructor ingrossano le loro file grazie a nuovi soldati ottenuti dal legame binario fra i Transtector, veicoli capaci di assumere forma di robot ma senza testa, e robot più piccoli senzienti, che diventavano la testa dei precedenti. Nascono così gli Headmasters. I Targetmaster derivano invece dalla connessione di un robot più piccolo al braccio di un normale Transformer, del quale diventa l'arma. Il loro capo è inizialmente Galvatron, in seguito sostituito da Scorponok. Da notare che gli Headmaster appaiono anche nella miniserie americana, The Rebirth, inclusa nella serie Generation One, ma in tale contesto sono concepiti in modo diverso, ossia, attraverso l'unione tra il robot completo e un umanoide del pianeta Nebula, in grado di aumentarne forza e potere. I giapponesi tuttavia non erano interessati alla serie The Rebirth, per cui, per il loro mercato crearono la serie Headmaster, sequel giapponese della serie G1. In seguito vennero sviluppate altre serie: "Transformers: Super-God Masterforce", "Transformers: Victory" e "Transformers: Zone"; quest'ultima tecnicamente non potrebbe essere considerata una serie in quanto consiste in una sola puntata.

## Beast Era
Le serie animate Rombi di tuono e cieli di fuoco per i Biocombat e Beast Machines: Transformers sono ambientate in una nuova Continuity, mentre riprendono le battaglie tra le due fazioni. I Decepticon non esistono, più ma i loro discendenti, i Predacon, hanno causato un'altra guerra civile contro i discendenti degli Autobot, i Maximal. Alcuni appassionati del genere, ritengono che le due serie siano un sequel della G1 ambientate nel futuro, in quanto le storie iniziano quando la Terra si trovava nella preistoria, come nella serie G1.

## Transformers: Robots in Disguise
La serie anime Robots in Disguise del 2001, è scollegata da tutte le altre storie, tranne in Giappone, dove è stata forzatamente retroconnessa alla G1. In questa serie i Decepticon sono un ristretto gruppo di guerrieri al servizio di Megatron, in questa dimensione leader dei Predacon. In origine i Decepticon erano Autobot giunti sulla Terra in seguito ad un incidente ed ancora allo stato di protoforme, ma Megatron ha dato loro il proprio codice binario, in modo da trasformarli in suoi schiavi, dopo averli costretti ad eseguire la scansione di veicoli militari. Da notare che questi due Transformers benché abbiano lo stesso nome dei personaggi storici della prima generazione, non sono gli stessi. Inoltre questi robot combattono tra di loro solo per il motivo della dominazione dei Predacon e dei Decepticons sugli umani.

## Trilogia Unicron

### Armada
Non si conoscono le origini esatte della formazione della fazione dei Decepticon. Sempre secondo gli appassionati del genere, se confermata, il movimento venne sempre fondato da Megatron. In questa serie, compaiono per la prima volta i Minicon, dove la guerra tra Autobot e Decepticons sembra ritrovarsi in una situazione di stallo, per cui nessuna delle due fazioni è in grado di ottenere un netto vantaggio sull'altra. Ma un segnale raggiunge il pianeta Cybertron, indicando che i Minicon erano giunti sulla Terra, ma nessuna delle due parti era in grado di inviare un contingente per recuperarli, nonostante il potere di entrambi.  Quando Megatron ritorna su Cybertron, verifica personalmente che la stragrande maggioranza dei Minicon erano in custodia protettiva dagli Autobot, ma Megatron riesce comunque a riassemblare i Minicon necessari per creare tre armi leggendarie: La Spada Stellare, lo Scudo Stellare e il Requiem Blaster. Dopo l'apparente morte di Optimus Prime capo della fazione degli Autobot, Megatron tenta una volta per tutte di impossessarsi del pianeta Cybertron. Ma il suo ritorno sul pianeta segna l'inizio della fine dell'esercito dei Decepticon. Quando Unicron si rivela una minaccia per entrambi gli eserciti, alimentata da ritrovate energie negative psichiche sepolte da secoli, le due parti alla fine si uniscono, in parte, grazie al sacrificio di Starscream, per battere di nuovo il nemico comune. Comprendendo la loro difficile situazione Galvatron si sacrifica, e insieme ad Unicron e Megatron scompaiono nel nulla.

### Energon
Transformers Energon è ambientata dieci anni dopo la battaglia contro Unicron e mostra il pianeta Cybertron ritornato ai suoi splendori, mentre gli Autobot ricostruiscono casa loro cercando nella Galassia, quale fonte di energia, l'Energon, fondando, nel frattempo, numerose città minerarie. I Decepticon sono ormai rassegnati ad attendere una occasione di riscatto, che tuttavia non sembra immediata: il leader che li univa, Megatron, è scomparso nelle viscere dell'Unicron. Il divoratore di mondi è infatti sopravvissuto, e, tramite una creatura chiamata Alpha Q sta reclutando Decepticon allo sbando, come Scorponok, potenziando le loro file con i Terrorcons, affinché lo riforniscano di Energon, così da poter tornare pienamente attivi. Dal canto suo, Megatron in dieci anni ha assorbito un po' della forza e dei poteri dell'Unicron, raggiungendo il controllo di una delle sue sezioni nella quale ha costruito un nuovo corpo: il suo ritorno prelude alla resa dei conti con il suo ex-soldato Scorponok. Gli Autobot, aiutati dagli umani e dagli Omnicon si oppongono, in una nuova guerra, ai Decepticon e agli Unicron. Per contrastarli, Prime riceve da Primus la Scintilla della Combinazione, permettendo a coppie di Autobot di fondersi in Transformer più grossi e potenti. La storia vedrà una seconda distruzione di Unicron, l'annichilimento della sua scintilla vitale, e la morte, sia di Megatron che di Starscream. Megatron gli cancella la memoria rendendolo un soldato ubbidiente e riprendendolo con sé senza dar segno di conoscerlo, ma fu Alpha Q a crearlo per primo apparentemente dal nulla, allo scopo di uccidere, sia Megatron, che Optimus Prime.

### Cybertron
Mentre Transformers Armada e Transformers Energon sono state ideate in America e prodotte in Giappone, Transformers Cybertron è una creazione del tutto nipponica. Per un decennio il pianeta Cybertron visse un periodo di pace con una popolazione formata prevalentemente da Autobot. I Transformers si erano ritirati dalla Terra per concentrarsi sul rilancio sul loro pianeta natale dopo aver subito una sorta di "devastazione" nel corso delle battaglie Powerlinx. Tuttavia, due grandi catastrofi interrompono questa pace: il sole di Energon collassa su se stesso e il nuovo ritorno di Megatron, che nel frattempo aveva assorbito gran parte del potere che rimaneva di Unicorn, creandosi un'armatura coi suoi pezzi. L'obiettivo di Megatron è raggiungere la divinità, ormai a portata di mano. Megatron, per accelerare la crescita del buco nero, intende utilizzare il mitico Omega Lock e le quattro Cyber Planet Keys, consumando l'universo in un vasto mare del nulla, al quale solo lui sarebbe sopravvissuto, e quindi utilizzare i suoi poteri per ricreare l'universo in sua immagine. A tal fine, non ha bisogno di un esercito: raccoglie un piccolo gruppo di alleati, ma solo per cercare gli elementi di cui ha bisogno, e alla fine se ne sbarazza velocemente (A inizio serie ha comunque Starscream e Thundercraker come suoi sudditi). Nel finale, il piano di Galvatron fallisce, il Singularity Unicron (Singolarità di Unicorn) viene sigillato da Primus e i Decepticon sconfitti. Dopo la fine di Galvatron contro Optimus Prime, i rimanenti seguaci del Decepticon (nonché Thunderblast, Dark Crumplezone, Ransack e Thundercraker) salperanno in un nuovo viaggio alla ricerca di qualcuno che possa rivelarsi più forte del loro ex leader. Questo gruppetto si sarebbe fatto conoscere come i "Nuovi Decepticon". In una post credit del finale di serie, la loro navetta spaziale collide per errore su un pianeta.

## Transformers Animated
Nella prima stagione, venne rianimata la testa di Megatron: spacciandosi per un Autobot, per ricostruire il suo corpo, lavora con Isaac Sumdac. I Decepticon Lugnut e Blitzwing, riescono, con la chiave rubata a Sari, a riattivare Megatron, che,  una volta ucciso Starscream combatte per vincere contro gli Autobot: la battaglia si conclude con la cattura di Isaac Sumdac e l'Allspark apparentemente distrutto, con i suoi frammenti sparsi per tutta la città di Detroit. Nella seconda stagione, la guardia d'Elite degli Autobot si reca sulla Terra per recuperare l'Allspark. Gli Autobot poi tornano su Cybertron, dove Starscream è risorto grazie ad un frammento di Allspark, mostrandosi alla Guardia Elite a causa dell'attività Decepticon sul pianeta. Durante tutta la stagione, gli Autobot continuano a recuperare i frammenti di Allspark, incontrando nuovi amici e nemici. Nel frattempo, i Decepticon continuano a costruire un ponte spaziale per raggiungere Cybertron, che alla fine della stagione, viene completato. La battaglia che segue disattiva Megatron e Starscream, e la perdita di alcuni Autobot tra cui Blurr e Omega Supreme. Nel frattempo, Sari scopre di non aver alcuna prova di essere figlia di Sumdac, quindi viene cacciata dalla Torre Sumdac, per finire di vivere con gli Autobot. Alla fine della stagione, Sari scopre che non è solo umano, ma anche Cybertroniano. Nell'ultima stagione, i Decepticon combattono ovunque contro gli Autobot, per il controllo di ponti spaziali, nella speranza di unirsi contro la pianificata invasione di Megatron della precedente stagione. Megatron e Starscream vengono presto liberati dalle profondità dello spazio e riescono a prendere il controllo di Omega Supreme. Nel frattempo viene rivelato che Sari è un tecno-organico creato dalla combinazione di DNA di Isaac Sumdac e di un Protoform , una "struttura di base" cybertroniana. Megatron e Starscream tornano sulla Terra per tentare di sterminare gli Autobot. Isaac Sumdac e Bulkhead continuano a lavorare alla costruzione di un ponte spaziale, mentre Wasp arriva sulla Terra per vendicarsi di Bumblebee. Intanto l'ufficiale Autobot Longarm Prime, falsa identità dietro la quale si nasconde la spia Decepticon Shockwave, si rivela e fugge dopo aver ferito a morte Ultra Magnus. Sentinel Prime, giunto sulla Terra per catturare Wasp, torna a Cybertron dopo aver catturato Lugnut. Blitzwing truffa i due cloni di Starscream, ma Lugnut riesce a fuggire e trova Megatron, Starscream e Omega Supreme. Shockwave gli consegna Arcee, che contiene i codice Omega di attivazione, e presto vengono creati tre cloni di Omega Supreme a somiglianza di Lugnut. La battaglia finale vede la morte di Prowl e Starscream, mentre Megatron viene catturato e portato a Cybertron con gli Autobot e Sari, acclamati come eroi al loro arrivo.

## Transformers: Prime
La prima serie tratta dell'ultimo attacco Decepticon alla Terra e degli Autobot che si alleano con alcuni adolescenti, intenzionati anche loro a salvare la Terra dai Decepticon. Megatron poi ritornerà con una nuova potente arma, l'Energon Oscuro, prevedendo di utilizzarlo per vincere la guerra contro gli Autobot. Dopo la morte apparente di Megatron, i Decepticon hanno un nuovo leader, Starscream, che non si allontana molto dagli obbiettivi di Megatron. Gli Autobot devono cercare di fermare in tutti i modi i terribili Decepticon, pronti a conquistare l'universo nonostante la scomparsa del loro leader. Nel corso della stagione gli Autobot si faranno sia nuovi nemici che nuovi alleati. A metà della prima stagione, Megatron torna dal lungo sonno e riprende il suo posto come leader dei Decepticon. Continuamente sospettoso, Megatron scopre che Starscream ha intenzione di ucciderlo. Durante gli ultimi quattro episodi della stagione, gli Autobot a malincuore dovranno combattere contro Megatron e Unicron, decepticon che rappresentano una seria minaccia per l'esistenza della Terra. Optimus per uccidere il pianeta malvagio utilizzerà la Matrice del Comando, e con questo sacrificio, non solo perderà la sapienza dei Prime, ma anche i suoi ricordi di guerra e dei suoi compagni. Alla fine si unirà con i Decepticon al comando di Megatron sotto il suo vecchio nome: Orion Pax. Solo in seguito i suoi Autobot riusciranno a recuperarlo e riportarlo dalla loro parte. Nella seconda stagione, Megatron e Prime gareggiano per trovare per primi 4 potenti reliquie di Cybertron nascoste sulla Terra, per poi tornare sul loro pianeta natale e sfidarsi per il controllo del lucchetto Omega, che Optimus distruggerà per non consegnarlo a Megatron; per rappresaglia, questi distrugge la base degli Autobot con tutta la potenza della sua nave da battaglia, la Nemesis. Nella terza stagione (sottotitolata Beast Hunters), i Decepticon sono affiancati dai Predacon, soggetti sottoposti ad esperimenti da parte di Shockwave su Cybertron (questa parte si ricollega al videogioco Transformers: La caduta di Cybertron, dove le prime cavie sono i Dinobot); gli Autobot dovranno ingegnarsi per combattere i nuovi nemici, che risulteranno però problematici anche per i Decepticon stessi.

### Transformers Robots in Disguise (2015)
Nel sequel di Transformers Prime, che si svolge alcuni anni dopo gli eventi del film d'animazione televisivo Transformers Prime Beast Hunters: Predacons Rising, viene liberata sulla Terra una moltitudine di Decepticon, dopo che l'Alchemor, la nave-prigione degli Autobot pilotata da Fixit, si schianta sulla Terra, schianto dovuto, come si scoprirà alla fine della prima stagione, causato dal "primo Decepticon", che liberò tutti i Decepticon rinchiusi. Il "primo Decepticon" non è altri che Megatronus Prime, conosciuto anche come The Fallen, un potente Decepticon proveniente da un'altra dimensione e liberato con l'inganno da Steeljaw. Megatronus Prime viene alla fine annientato e distrutto da Strongarm, Sideswipe e Bumblebee, aiutati da Optimus Prime. Nella seconda stagione si scopre che l'Alchemor si era divisa in due parti dopo che Megatronus l'aveva distrutta. Alla fine della seconda stagione tutti i Decepticon verranno catturati dagli Autobot grazie a una bomba di grio gas che li rende estasiati. In questa serie, il leader dei Decepticon non è Megatron, ma Steeljaw. Inoltre, i Decepticon non sono una fazione, ma dei criminali che ne hanno adottato il marchio.

## Cinema

### Transformers
All'inizio del primo film, Cybertron era un pianeta in pace, fino a quando Megatron non tradisce i suoi simili iniziando una guerra per la conquista dell'Allspark. Il suo scopo è di ottenere il Cubo per trasformare tutta la tecnologia del mondo in un esercito di Decepticon. Gli Autobot, inferiori numericamente, scagliarono quindi il Cubo nello spazio, che casualmente giunse sulla Terra: per recuperarlo Megatron si schianta al Polo Nord dove rimane ibernato per centinaia di anni. Viene successivamente ritrovato da un ricercatore e requisito da un settore militare segreto chiamato S7 e portato in un laboratorio nei pressi di una diga insieme all'Allspark, fonte di Energon, energia primaria per tutti i cybertroniani. Successivamente gli Autobot arrivano sulla Terra con lo scopo di distruggere il Cubo, in modo che non cada in mani sbagliate. Nel frattempo Starscream e Frenzy attaccano la base segreta scongelando Megatron, che si trasforma in una sorta di astronave aliena. Nel corso della battaglia finale a Mission City i Decepticon uccidono l'Autobot Jazz mentre duella all'ultimo sangue contro Megatron, ma alla fine Sam Witwicky fonde l'Allspark con il suo petto, uccidendolo. I suoi resti vengono poi gettati nell'Abisso Laurenziano, insieme ai resti di altri Decepticon morti, mentre i sopravvissuti fuggono verso destinazione ignota. 

### Transformers - La vendetta del caduto
Nel secondo film, Megatron viene riportato in vita grazie ad un frammento dell'Allspark e ricostruito grazie a pezzi di un Decepticon precedentemente distrutto. Dopo la sua resurrezione, si trasforma in un misto tra l'astronave aliena del film precedente ed un carro armato avente anche la possibilità di volare. Durante il film, Megatron serve fedelmente il suo maestro, un Decepticon originale chiamato The Fallen e riesce, aiutato da due Decepticon, ad uccidere Optimus Prime, in modo da resuscitare il suo maestro. Nella battaglia finale, avente luogo in Egitto, Megatron combatte con Starscream, The Fallen e tutti i Decepticon chiamati a raccolta da Soundwave contro gli Autobot. Alla fine, Optimus Prime viene resuscitato da Sam tramite la Matrice del Comando fondendosi con Jetfire: l'Autobot mutila e sfigura Megatron e poi uccide The Fallen. Visto l'esito dello scontro, Starscream invita Megatron a fuggire.

### Transformers 3
Nel terzo film, i Decepticon sono capeggiati da un Megatron gravemente danneggiato e indebolito dallo scontro in Egitto, rifugiatosi in Africa per curarsi, dove viene spesso raggiunto da altri Decepticon, a cui dà l'ordine di uccidere tutti coloro che sono a conoscenza dell'esistenza dell'astronave (l'Arca) cybertroniana atterrata sul lato nascosto della Luna negli anni sessanta. Durante il film, si scopre che Sentinel Prime, il predecessore di Optimus, durante la guerra su Cybertron, si era alleato con Megatron, ma un incidente con l'Arca lo aveva costretto ad un atterraggio di emergenza sulla Luna dove era rimasto in "standby" per anni. L'Arca trasportava dei "pilastri", da lui stesso creati per il teletrasporto. Sentinel venne risvegliato da Optimus tramite la Matrice del Comando, ma si scopre alleato con i Decepticon, così tradisce e uccide Ironhide e svariati uomini del NEST, mentre gli altri Autobot riescono a fuggire. Quindi, distrutta la base militare, consegna centinaia di pilastri, rubati a Sentinel Prime, a Megatron, nel frattempo giunto a Chicago. Megatron a questo punto dà l'ordine di piazzare i pilastri del teletrasporto in tutto il mondo, allo scopo di attirare Cybertron sulla Terra per farlo risorgere. Gli Autobot cercano di fermarlo, ma vengono ostacolati sia dai Decepticon che da Shockwave, attuale governatore di Cybertron, fino a questo momento. La battaglia rade al suolo Chicago, ma alla fine i pilastri vengono distrutti assieme a Cybertron e a tutte le astronavi dei Decepticon. Successivamente Sentinel riesce quasi ad uccidere Optimus, ma Megatron interviene, per paura che Sentinel possa prendere il controllo dei Decepticon. Megatron sorprende alle spalle Sentinel e lo ferisce gravemente, poi confida ad Optimus di essere lui la sua nemesi e che possono stabilire una tregua, a patto che Megatron diventi il sovrano della Terra, ma Optimus lo decapita utilizzando successivamente il suo cannone per uccidere Sentinel.

### Transformers 4 - L'era dell'estinzione
Nel quarto film, si scopre che con i resti dei Decepticon sono stati ottenuti dei KSI fusi per ricavare il transformio, ossia il metallo elementare che costituisce i corpi degli alieni, per costruire Transformer artificiali. Per renderli più efficienti e sofisticati gli uomini hanno usato i dati cerebrali dei Decepticon, fra cui Megatron servendosi dell'Autobot Brains per decodificarli. La mente del tiranno, nonostante la decapitazione è rimasta viva anche se in standby, sabotando il robot Galvatron nel quale vengono inseriti i suoi dati e poterlo così deformare e avere un corpo nuovo  e contemporaneamente di impossessarsi del "seme", una bomba capace di trasformare in metallo spaziale ogni cosa situata nel suo raggio d'azione. Siamo ad Hong Kong. Sfuggito al controllo degli umani, Galvatron infetta gli altri robot con un virus sottoponendoli al suo volere cercando di arrivare alla bomba e farla detonare. Tuttavia, i droni verranno prontamente affrontati e distrutti dagli Autobot e dai Dinobot, mentre a Galvatron non resta che ritirarsi promettendo indirettamente alla sua vecchia nemesi che si rincontreranno.

### Transformers - L'ultimo cavaliere
In Transformers - L'ultimo cavaliere, Megatron ha assunto una nuova forma e dirige le operazioni dei pochi Decepticon rimasti da lontano, tramite il sopravvissuto Barricade; quando Cade Yeager ricompare e riceve il talismano, Megatron si rimette in azione sequestrando ostaggi umani da scambiare parte dei Decepticon catturati e rinchiusi dalla TRF, e con essi attacca il nascondiglio dove Cade ha sistemato Bumblebee, Crosshairs, Drift e Hound. In seguito Barricade insegue Bumblebee a Londra quando questi porta via Cade e Viviane Wembly per cercare il bastone di Merlino. Megatron stesso lo sottrae a Optimus Prime (quando si sta liberando dell'influenza di Quintessa) e lo porta su Cybertron, che nel frattempo ha raggiunto l'orbita terrestre; Quintessa vuole usarlo per distruggere la Terra, che sotto la superficie nasconde Unicron (l'antico nemico di Cybertron), assorbendone la scintilla per rinvigorire Cybertron, e mette i Decepticon rinforzati dagli suoi Infernocon di guardia alla struttura; ma l'attacco congiunto di TRF, Autobot e Cavalieri di Iacon (uniti nella forma di Dragonstorm) riesce a penetrare nella base; tutti i Decepticon vengono uccisi, tranne Megatron che Prime scaraventa con un calcio fuori dal muro, e le rovine di Cybertron ricadono sulla Terra. Durante i titoli di coda, Quintessa cammina nel deserto con una forma umana (come la pretender Alice in "La vendetta del Caduto") e si offre di spiegare agli umani come distruggere Unicron.

### Bumblebee
In Bumblebee, i Decepticon stanno infiltrando la Terra cercando gli Autobot che presto si trasferiranno lì; l'Autobot Bumblebee avrà a che fare con Shatter, Dropkick, Blitzwing ed altri, prima di riuscire a vincere.